# Sourgout
Sourgout (en russe : Сургут) est une ville russe située dans le district autonome des Khantys-Mansis–Iougra, en Sibérie occidentale. C'est la plus grande ville de ce district. Sa population s'élevait à 395 900 habitants en 2022.

## Géographie
Sourgout se trouve dans la plaine de Sibérie occidentale, sur la rive droite de l'Ob, 200 km avant son point de confluence avec l'Irtych. Elle est située à 237 km à l'est de Khanty-Mansiïsk et à 2 139 km à l'est-nord-est de Moscou.
|  |  |

## Histoire
Sourgout est l'une des plus anciennes villes de Sibérie. Elle a été créée sur l'ordre du tsar Fedor Ier en 1594. Le nom de la ville selon la tradition dérive des mots sour (poisson) et gout (trou) en langue khanty.
Le développement de Sourgout s'est produit vers 1960, alors qu'elle devient un centre de production de pétrole et de gaz naturel. Sourgout accéda au statut de commune urbaine en 1958 puis à celui de ville en 1965.
Le pont de Sourgout est, dans le monde, le plus long pont à haubans comportant un seul pylône.

## Politique et administration

### Tendances politiques
| Scrutin             | 1er tour | 1er tour | 1er tour | 1er tour | 1er tour | 1er tour | 1er tour | 1er tour | 1er tour | 1er tour | 1er tour | 1er tour | 2d tour                  | 2d tour                  | 2d tour                  | 2d tour                  | 2d tour                  | 2d tour                  | 2d tour                  | 2d tour                  | 2d tour                  | 2d tour                  |
| Scrutin             | 1er      | 1er      | %        | 2e       | 2e       | %        | 3e       | 3e       | %        | 4e       | 4e       | %        | 1er                      | 1er                      | %                        | 2e                       | 2e                       | %                        | 3e                       | %                        | 4e                       | %                        |
| ------------------- | -------- | -------- | -------- | -------- | -------- | -------- | -------- | -------- | -------- | -------- | -------- | -------- | ------------------------ | ------------------------ | ------------------------ | ------------------------ | ------------------------ | ------------------------ | ------------------------ | ------------------------ | ------------------------ | ------------------------ |
| Présidentielle 2012 |          | ER       | 63,29    |          | KPRF     | 13,70    |          | SE       | 9,76     |          | LDPR     | 8,56     | Victoire au premier tour | Victoire au premier tour | Victoire au premier tour | Victoire au premier tour | Victoire au premier tour | Victoire au premier tour | Victoire au premier tour | Victoire au premier tour | Victoire au premier tour | Victoire au premier tour |
| Présidentielle 2018 |          | ER       | 77,39    |          | KPRF     | 11,09    |          | LDPR     | 6,20     |          | GRANI    | 1,79     | Victoire au premier tour | Victoire au premier tour | Victoire au premier tour | Victoire au premier tour | Victoire au premier tour | Victoire au premier tour | Victoire au premier tour | Victoire au premier tour | Victoire au premier tour | Victoire au premier tour |

### Jumelages
| Ville | Ville                | Pays | Pays        | Période                   |
| ----- | -------------------- | ---- | ----------- | ------------------------- |
|       | Almetievsk           |      | Russie      |                           |
|       | Chaoyang             |      | Chine       |                           |
|       | district de Kalinine |      | Russie      |                           |
|       | Homiel,              |      | Biélorussie | depuis le 30 avril 2005   |
|       | Kateríni             |      | Grèce       |                           |
|       | Novossibirsk         |      | Russie      |                           |
|       | Omsk,                |      | Russie      | depuis le 6 décembre 2017 |
|       | Petrozavodsk         |      | Russie      |                           |
|       | Porvoo               |      | Finlande    |                           |
|       | Pskov                |      | Russie      |                           |
|       | Salavat              |      | Russie      |                           |
|       | Sibaï                |      | Russie      |                           |
|       | Sotchi               |      | Russie      |                           |
|       | Souzdal              |      | Russie      |                           |
|       | Tobolsk              |      | Russie      |                           |
|       | Zalaegerszeg         |      | Hongrie     |                           |

## Population
Recensements (*) ou estimations de la population
| 1897* | 1926* | 1939* | 1959* | 1970*  | 1979*   | 1989*   |
| ----- | ----- | ----- | ----- | ------ | ------- | ------- |
| 1 120 | 1 307 | 2 300 | 6 031 | 34 011 | 107 343 | 247 823 |

| 2002*   | 2010*   | 2012    | 2013    | 2014    | 2015    | 2016    |
| ------- | ------- | ------- | ------- | ------- | ------- | ------- |
| 285 027 | 306 675 | 316 624 | 325 511 | 332 313 | 340 845 | 348 643 |

| 2017    | 2018    | 2019    | 2020    | 2021    | 2022    | - |
| ------- | ------- | ------- | ------- | ------- | ------- | - |
| 360 590 | 366 189 | 373 940 | 380 632 | 387 235 | 395 900 | - |

## Économie
L'économie de Sourgout est liée à la production de pétrole et au traitement du gaz naturel. Les entreprises les plus importantes sont la société pétrolière Surgutneftegaz (également connue sous le nom de Surgut) et Surgutgazprom (une filiale de Gazprom). Les centrales électriques GRES-1 et GRES-2 de Sourgout, d'une puissance de plus de 7 200 MW approvisionnent la région en électricité relativement bon marché. Elle est surnommée la capitale du pétrole de Sibérie, son revenu par habitant étant un des plus élevés de Sibérie.

## Transports
La ville possède un aéroport, avec des vols réguliers pour Moscou, Saint-Pétersbourg, Irkoutsk et d'autres villes.
La ville possède également une gare sur la ligne ferroviaire Tioumen-Novy Ourengoï.

## Climat
Sourgout bénéficie d'un climat subarctique (type Dfc selon la classification de Koppen). Les amplitudes thermiques saisonnières sont importantes. Les hivers sont très froids et les étés courts et frais. Les mois les plus arrosés sont les mois de juillet et août. La neige recouvre le sol en moyenne 154 jours par an. La hauteur de neige atteint 43 cm en mars (hauteur maximale : 142 cm). 
- Température record la plus froide : −55,2 °C (février 1918)
- Température record la plus chaude : 35,2 °C (juillet 2012)
- Nombre moyen de jours avec de la neige dans l'année : 112
- Nombre moyen de jours de pluie dans l'année : 74
- Nombre moyen de jours avec de l'orage dans l'année : 24
- Nombre moyen de jours avec tempête de neige dans l'année : 13

| Mois                                        | jan.       | fév.       | mars       | avril      | mai       | juin      | jui.      | août      | sep.       | oct.       | nov.       | déc.     | année      |
| ------------------------------------------- | ---------- | ---------- | ---------- | ---------- | --------- | --------- | --------- | --------- | ---------- | ---------- | ---------- | -------- | ---------- |
| Température minimale moyenne (°C)           | −23,4      | −22        | −13,6      | −7,1       | 1,7       | 10,1      | 14        | 10,8      | 4,6        | −2,6       | −14,6      | −21,7    | −5,3       |
| Température moyenne (°C)                    | −20        | −18,3      | −9,3       | −2,9       | 5,8       | 14,4      | 18,2      | 14,4      | 7,4        | −0,2       | −11,5      | −18      | −1,7       |
| Température maximale moyenne (°C)           | −16,3      | −14,2      | −4,8       | 1,6        | 10,6      | 18,9      | 22,4      | 18,2      | 10,8       | 2,5        | −8,3       | −14,2    | 2,3        |
| Record de froid (°C) date du record         | −54,2 1964 | −55,2 1918 | −48,7 1919 | −39,7 1964 | −22 1926  | −6,7 1926 | −0,1 1934 | −3,7 1937 | −10,5 1901 | −30,7 1977 | −46,9 1949 | −55 1893 | −55,2 1918 |
| Record de chaleur (°C) date du record       | 2,7 1948   | 6,5 1987   | 10,3 1975  | 23 1977    | 31,8 1952 | 33,5 1955 | 35,2 2012 | 30,3 2001 | 27,4 1982  | 20,7 1936  | 8,2 1955   | 2,5 1979 | 35,2 2012  |
| Ensoleillement (h)                          | 31         | 95         | 147        | 218        | 252       | 261       | 311       | 217       | 136        | 70         | 46         | 23       | 1 807      |
| Précipitations (mm)                         | 25         | 22         | 28         | 34         | 58        | 57        | 76        | 69        | 85         | 55         | 39         | 32       | 580        |
| Record de pluie en 24 h (mm) date du record | 43 1889    | 15 1970    | 13 1981    | 22 1938    | 37 1909   | 35 1885   | 68 1894   | 68 1935   | 42 1958    | 22 1983    | 15 1909    | 12 1970  | 68 1894    |
| Nombre de jours avec précipitations         | 0,3        | 0,1        | 1          | 6          | 12        | 14        | 12        | 15        | 16         | 11         | 2          | 1        | 90         |
| Humidité relative (%)                       | 81         | 79         | 75         | 69         | 65        | 65        | 67        | 76        | 79         | 84         | 84         | 82       | 76         |
| Nombre de jours avec neige                  | 22         | 19         | 16         | 12         | 6         | 1         | 0         | 0,03      | 4          | 16         | 22         | 23       | 141        |
| Nombre de jours d'orage                     | 0          | 0          | 0          | 0,03       | 1         | 4         | 4         | 3         | 0,4        | 0,1        | 0          | 0        | 13         |
| Nombre de jours avec brouillard             | 2          | 2          | 2          | 1          | 1         | 0,4       | 1         | 2         | 2          | 2          | 2          | 2        | 19         |

| Diagramme climatique                                  |            |             |           |           |            |          |            |           |           |             |              |
| J                                                     | F          | M           | A         | M         | J          | J        | A          | S         | O         | N           | D            |
| −16,3−23,425                                          | −14,2−2222 | −4,8−13,628 | 1,6−7,134 | 10,61,758 | 18,910,157 | 22,41476 | 18,210,869 | 10,84,685 | 2,5−2,655 | −8,3−14,639 | −14,2−21,732 |
| Moyennes : • Temp. maxi et mini °C • Précipitation mm |            |             |           |           |            |          |            |           |           |             |              |